# 첸타르시

첸타르 시의 위치

첸타르시(마케도니아어: Општина Центар)는 마케도니아 공화국의 수도인 스코페를 구성하는 10개 지방 자치체 가운데 하나로 면적은 7.52km2, 인구는 45,412명(2002년 기준)이다. 서쪽으로는 카르포시 시, 북동쪽으로는 차이르 시, 남동쪽으로는 아에로드롬 시, 남쪽으로는 키셀라보다 시와 접한다.